# Kalmunai
Kalmunai (tamoul : கல்முனை ; Cingalais : කල්මුනේ Kalmune) est une municipalité du district d'Ampara de la province orientale du Sri Lanka. Elle comptait en 2001 une population totale de 91 457 habitants. C'est d'autre part la seule municipalité à majorité musulmane du pays.
La guerre civile dévastatrice au Sri Lanka a eu un effet négatif sur la région, avec des enlèvements de personnes et une agitation touchant la population civile locale. Le séisme du 26 décembre 2004 dans l'océan Indien a également frappé la région, entraînant des morts et la destruction de biens pour plusieurs millions de roupies. Kalmunai est bordée à l'Est par l'Océan Indien, au Nord par le village de Periyaneelavanai, et au sud par celui de Karaitivu, considéré comme banlieue de la ville,.